# Лучук Іван Володимирович
Іва́н Володи́мирович Лучу́к (нар. 24 лютого 1965, Львів) — український письменник, паліндромоніст, один із засновників літературних угруповань «Лугосад» та «Геракліт», вчений. Укладач одного з неофіційних варіантів української латинки, який використовує зокрема часопис «Ї». Доктор філологічних наук.

## Біографія
Народився 24 лютого 1965 року у Львові у родині письменників Володимира Лучука та Оксани Сенатович.
Має брата — викладача Львівського національного університету імені І. Франка Тараса Лучука.
1971 року розпочав навчання у Львівській середній школі № 28 з поглибленим вивченням німецької мови та музичною спеціалізацією. Закінчив слов'янське відділення філологічного факультету Львівського університету (1986) та аспірантуру московського Інституту слов'янознавства і балканістики (1992).
Після здобуття диплому університету був скерований в обласне управління профтехосвіти, яке відправило його працювати викладачем української літератури у Львівське середнє професійно-технічне училище № 29 (викладав і російську класичну літературу). Наступного року перейшов на роботу до Львівського середнього професійно-технічного училища № 39, де пропрацював три роки поспіль викладачем української літератури.
Кандидат філологічних наук (1994). Закінчив (2011) докторантуру Інституту літератури ім. Т. Шевченка Національної академії наук України, написав докторську дисертацію «Мистецтво поетичне в дискурсі української лірики та письменницької критики». Докторську дисертацію захистив 29 березня 2013 року. Працює в Інституті Івана Франка НАН України.
Член Наукового товариства імені Шевченка у Львові, Міжнародної асоціації україністів, Міжнародної асоціації білорусистів. Співзасновник Асоціації українських письменників, Міжнародної асоціації візуального мовлення, літературних груп «ЛУГОСАД», «Геракліт» (Голінні ентузіасти рака літерального), «ПУП» (Планетарна Управа Паліндромії). Координатор Львівського регіонального відділення АУП (1997—2003). Був Провідником Парнасленду львівської газети «Ратуша» (1990—1995), заступником редактора газети «Діти Марії» (1993—1997), мав авторську шпальту «Інститут літератури» в газеті «Поступ» (2004), був колумністом «Львівської газети» (авторські рубрики: 2006 — «Сумніви сорокалітнього», 2007 — «Літературний jazz», початок 2008 — «Менше з тим»). Мав шпальту «Стелаж Івана Лучука» у львівській газеті «Новий погляд» (2008). Мав шпальту «Бортжурнал Івана Лучука» у львівській газеті «Суботня пошта» (2009).
Автор поетичних збірок «Ритм полюсів» (в кн. «ЛУГОСАД: поетичний ар'єрґард», 1996; в кн. «Лугосад: об'єктивність канону», 2007), «Сонетії» (1996), «Паліндромони» (1997), «Тридцять три сонетії» (1998), «Сто одне щось» (2002), «Трохи білого світу» (2005), «Велес — се лев» (2008), «Нове та давнє» (2009), «Дочка Агасфера» (2011), книжечок для дітей «Грайлива абетка» (2009) і «Пригоди Курдодима та Цурумпала» (2017). Видав літературознавчі книжки «Ніби поезієзнавчі шкіци» (1996), «Трохи поезієзнавства» та «Поезієзнавча кафедра» (1997), «Триєдине поезієзнавство» (1998), «Дикі думи» (2011), «Літературний джаз» (2011), «Цебер амброзії» (2013), роман «Уліссея» (2000), збірки есеїстики «Сумніви сорокалітнього» (2008) і «Зловити дятла» (2015). Укладач альманаху кохання «Королівський ліс — 2» (2002). Упорядник антології української поезії XX століття «Дивоовид» (2007), антології української любовної лірики кінця XIX — початку XXI століття «Літургія кохання» (2008), антологій української поезії для дітей «Зелене Око: 1001 вірш» (2008) і «Зелені очі: 1001 вірш» (2010), антології «Вертоград: Українське поетичне тисячоліття» (2009), антології сербської поезії для дітей у переспівах Оксани Сенатович «Кошеня в кишені» (2010), антологій «Ars poetica: Українська лірика про мистецтво поетичне» (2012) і «Мистецтво поетичне: Хрестоматія української літературної критики й есеїстики про поезію» (2012).
Співупорядник антології серболужицької поезії для дітей у переспівах Володимира Лучука «Ластівка з Лужиці» (спільно з Тарасом Лучуком) (2010), антології української еротичної поезії «Біла книга кохання» (спільно з Вікторією Стах) (2008), антології української паліндромії «У сузір'ї Рака» (спільно з Миколою Мірошниченком) (2011). Видав книгу-пастиш «Історія світової поезії» (2010), підготував збірник есеїв, прози та драматургії у власних інтерпретаціях «Фрагменти балканської мозаїки», книгу перекладів, версій, переспівів і варіацій «Позичена дримба».
Одружився 11 жовтня 1998 року, розлучився 17 жовтня 2014 року. Батько шести дітей: Оксана-Марта, Олена-Софія, Зенон-Роман, Олеся-Анна, Лук'ян-Ярослав, Орися-Соломія.

## Творчість
Поет, прозаїк, перекладач, літературознавець, редактор.